# Eugenio Etxebeste Arizkuren
Eugenio Etxebeste Arizkuren, plus connu comme Antton ou Antxon en euskara, né le 9 mars 1951 à Saint-Sébastien (Guipuscoa), est un membre historique de l'organisation indépendantiste armée basque Euskadi ta Askatasuna (ETA), dans laquelle il a effectué surtout la tâche d'interlocuteur du gouvernement espagnol dans des négociations éventuelles.

## Biographie
Eugenio Etxebeste Arizkuren a étudié jusqu'à ses neuf ans dans le collège religieux des carmélites et a poursuivi jusqu'au bac dans un collège de jésuites. Avant sa fuite au Pays basque français (Iparralde), en 1975, pour son activité avec ETA (il ne franchira pas de nouveau la frontière espagnole jusqu'à son extradition), il avait étudié jusqu'en quatrième année de gestion. Intéressé par la biologie, il est membre de la Société des sciences naturelles et champignons Aranzadi depuis ses 14 ans et a suivi des études de biologie à l'Université du Pays basque par correspondance, depuis son confinement en République dominicaine. Selon ses propres déclarations, il se serait consacré à l'étude des lépidoptères s'il n'avait pas vécu la répression en Pays basque à la suite du Procès de Burgos (1970), dans lequel on a condamné à mort plusieurs membres d'ETA et qui a suscité à l'intérieur et hors de l'Espagne une forte réaction par l'opposition au régime franquiste.
Quand ETA s'est scindé durant les années 1970 en deux organisations, ETA militaire (ETAm) et ETA politico-militaire (ETApm), Antxon a fait partie de cette dernière, s'intégrant dans les commandos appelés bereziak, représentants des actions militaires d'un plus grand ajour. Il a été l'interlocuteur dans la négociation du sauvetage pour le chef d'entreprise enlevé Angel Berazadi, assassiné finalement d'un coup de feu dans la nuque (1976). Après la disparition d'ETApm et la réintroduction sociale de ses membres après une négociation avec le gouvernement espagnol, Antxon et d'autres membres des bereziak (comme Francisco Mujika Garmendia, alias Pakito) ont été intégrés à ETAm, qui plus tard est devenu ETA tout court.
Au Pays basque français Antxon est le responsable des recrues de nouveaux militants et de l'encaissement de l'impôt révolutionnaire (Otxia en euskara). Il a été arrêté par la police française à plusieurs occasions et remis en liberté, en lui interdisant la résidence dans le département de Pyrénées-Atlantiques, auquel appartient le Pays basque français. Il entre dans l'appareil politique de l'organisation en 1977, auquel appartenait aussi Yoyes, assassinée le 10 septembre 1986 par ses anciens compagnons.
En 1984 il est déporté par les autorités françaises dans plusieurs pays, et finalement confiné en République dominicaine avec d'autres membres d'ETA.
En 1987, après le décès de celui qui était le principal interlocuteur de l'organisation dans les négociations qui se déroulaient à Alger, Txomin Iturbe, Eugenio Etxebeste a été transféré depuis Saint-Domingue à la capitale algérienne pour remplacer à la table des négociations l'historique dirigeant d'ETA. Les négociations ont échoué cette même année après un attentat sanglant contre la caserne de la Garde Civile de Saragosse. Toutefois, durant les années suivantes il y a eu de nouveaux contacts avec des représentants des autorités espagnoles comme Julian Sancristóbal ou Rafael Vera (les deux secrétaires d'État pour la sécurité) ou Juan Manuel Eguiagaray (délégué du gouvernement au Pays basque), entre autres. Pendant son séjour en Algérie, Antxon est le plus haut responsable des réfugiés d'ETA dans ce pays. Rejetant les discussions durant les débuts des années 1990, Antxon est restitué définitivement à la République dominicaine, où il restera comme possible interlocuteur du gouvernement espagnol dans de futures discussions, bien que celles-ci, de fait, ne se sont pas produites et Antxon perd une bonne partie de ses contacts avec ETA. En 1997 le Prix Nobel de la paix Adolfo Pérez Esquivel sollicite sa médiation pour sauver la vie du conseiller municipal du PP à Ermua, Miguel Angel Blanco, enlevé par ETA et assassiné deux jours plus tard. Antxon a plaidé alors publiquement pour la libération de Blanco, mais a manifesté en même temps son impuissance devant le cas, parce que comme il l'a dit, il n'avait déjà aucun contact avec la direction d'ETA, dont il ignorait même les noms des personnes qui la composaient.
Le 9 août 1997, après un an de tractations entre le président Leonel Fernández Reyna et les services du ministre de l'Intérieur Jaime Mayor Oreja, il est expulsé vers l'Espagne, en compagnie de Macario et de Peio. Il a déclaré ne pas être membre d'ETA.
À son arrivée en Espagne il a été emprisonné préventivement et a été condamné en 2001 à dix années de prison pour intégration en bande armée, dans le seul procès judiciaire ouvert contre lui puisque pour ses travaux de médiateur on ne pouvait pas lui imputer des crimes de sang ni être mis en rapport directement avec des actions armées (sa participation indirecte à l'enlèvement et le meurtre d'Angel Berazadi en 1976 ne pouvait pas lui être imputé puisque l'infraction avait été prescrite avec l'amnistie générale de 1977). Antxon a été mis en liberté sans charge retenues contre lui après son séjour dans la prison de Topas (Salamanque) le 4 février 2004.

### Sources et bibliographie
- (es) Cet article est partiellement ou en totalité issu de l’article de Wikipédia en espagnol intitulé « Eugenio Etxebeste » (voir la liste des auteurs).
- (fr) Jean Chalvidant, ETA : L'enquête, éd. Cheminements, coll. « Part de Vérité », octobre 2003, 426 p. (ISBN 978-2-84478-229-8)
- (fr) Jacques Massey, ETA : Histoire secrète d'une guerre de cent ans, Paris, Flammarion, coll. « EnQuête », février 2010, 386 p. (ISBN 978-2-08-120845-2)